# 24 uur van Daytona 2005
De 24 uur van Daytona 2005 was de 43e editie van deze endurancerace. De race werd verreden op 5 en 6 februari 2005 op de Daytona International Speedway nabij Daytona Beach, Florida.
De race werd gewonnen door de SunTrust Racing #10 van Max Angelelli, Wayne Taylor en Emmanuel Collard. Voor Taylor was het zijn tweede Daytona-zege, terwijl Angelelli en Collard hun eerste overwinning behaalden. De GT-klasse werd gewonnen door de Farnbacher Racing USA #71 van Wolf Henzler, Dominik Farnbacher, Pierre Ehret en Shawn Price.

## Race
Winnaars in hun klasse zijn vetgedrukt.
| Pos. | Klasse | No. | Team                                                        | Coureurs                                                                             | Chassis                      | Banden | Ronden |
| Pos. | Klasse | No. | Team                                                        | Coureurs                                                                             | Motor                        | Banden | Ronden |
| ---- | ------ | --- | ----------------------------------------------------------- | ------------------------------------------------------------------------------------ | ---------------------------- | ------ | ------ |
| 1    | DP     | 10  | SunTrust Racing                                             | Max Angelelli Wayne Taylor Emmanuel Collard                                          | Riley Mk. XI                 | H      | 710    |
| 1    | DP     | 10  | SunTrust Racing                                             | Max Angelelli Wayne Taylor Emmanuel Collard                                          | Pontiac 5.0 L V8             | H      | 710    |
| 2    | DP     | 4   | Howard-Boss Motorsports                                     | Butch Leitzinger Elliott Forbes-Robinson Jimmie Johnson                              | Crawford DP03                | H      | 699    |
| 2    | DP     | 4   | Howard-Boss Motorsports                                     | Butch Leitzinger Elliott Forbes-Robinson Jimmie Johnson                              | Pontiac 5.0 L V8             | H      | 699    |
| 3    | DP     | 20  | Howard-Boss Motorsports                                     | Andy Wallace Jan Lammers Tony Stewart                                                | Crawford DP03                | H      | 699    |
| 3    | DP     | 20  | Howard-Boss Motorsports                                     | Andy Wallace Jan Lammers Tony Stewart                                                | Pontiac 5.0 L V8             | H      | 699    |
| 4    | DP     | 02  | New Century Mortgage Chip Ganassi Racing with Felix Sabates | Stefan Johansson Cort Wagner Jamie McMurray                                          | Riley Mk. XI                 | H      | 698    |
| 4    | DP     | 02  | New Century Mortgage Chip Ganassi Racing with Felix Sabates | Stefan Johansson Cort Wagner Jamie McMurray                                          | Lexus 4.3 L V8               | H      | 698    |
| 5    | DP     | 77  | Doran Racing                                                | Fabrizio Gollin Matteo Bobbi Didier Theys                                            | Doran JE4                    | H      | 697    |
| 5    | DP     | 77  | Doran Racing                                                | Fabrizio Gollin Matteo Bobbi Didier Theys                                            | Lexus 4.3 L V8               | H      | 697    |
| 6    | DP     | 03  | Target Chip Ganassi Racing with Felix Sabates               | Scott Dixon Casey Mears Darren Manning                                               | Riley Mk. XI                 | H      | 694    |
| 6    | DP     | 03  | Target Chip Ganassi Racing with Felix Sabates               | Scott Dixon Casey Mears Darren Manning                                               | Lexus 4.3 L V8               | H      | 694    |
| 7    | DP     | 01  | CompUSA Chip Ganassi Racing with Felix Sabates              | Scott Pruett Luis Díaz Ryan Briscoe                                                  | Riley Mk. XI                 | H      | 688    |
| 7    | DP     | 01  | CompUSA Chip Ganassi Racing with Felix Sabates              | Scott Pruett Luis Díaz Ryan Briscoe                                                  | Lexus 4.3 L V8               | H      | 688    |
| 8    | DP     | 58  | Brumos Racing                                               | David Donohue Darren Law Lucas Luhr Sascha Maassen                                   | Fabcar FDSC/03               | H      | 680    |
| 8    | DP     | 58  | Brumos Racing                                               | David Donohue Darren Law Lucas Luhr Sascha Maassen                                   | Porsche 3.6 L Flat-6         | H      | 680    |
| DNF  | DP     | 44  | Doran Racing                                                | Jan Magnussen Terry Labonte Bobby Labonte Bryan Herta                                | Doran JE4                    | H      | 675    |
| DNF  | DP     | 44  | Doran Racing                                                | Jan Magnussen Terry Labonte Bobby Labonte Bryan Herta                                | Pontiac 5.0 L V8             | H      | 675    |
| 10   | GT     | 71  | Farnbacher Racing USA                                       | Wolf Henzler Dominik Farnbacher Pierre Ehret Shawn Price                             | Porsche 996 GT3 Cup          | H      | 664    |
| 10   | GT     | 71  | Farnbacher Racing USA                                       | Wolf Henzler Dominik Farnbacher Pierre Ehret Shawn Price                             | Porsche 3.6 L Flat-6         | H      | 664    |
| 11   | GT     | 37  | TPC Racing                                                  | Mike Fitzgerald Manuel Matos Emil Assentato Nick Longhi                              | Porsche 996 GT3 Cup          | H      | 661    |
| 11   | GT     | 37  | TPC Racing                                                  | Mike Fitzgerald Manuel Matos Emil Assentato Nick Longhi                              | Porsche 3.6 L Flat-6         | H      | 661    |
| 12   | GT     | 61  | The Racer's Group                                           | Robert Nearn Mark Wilkins Dave Lacey David Shep Greg Wilkins                         | Porsche 996 GT3 Cup          | H      | 659    |
| 12   | GT     | 61  | The Racer's Group                                           | Robert Nearn Mark Wilkins Dave Lacey David Shep Greg Wilkins                         | Porsche 3.6 L Flat-6         | H      | 659    |
| 13   | GT     | 73  | Baldwin-Tafel Racing                                        | Robin Liddell Jack Baldwin Craig Stanton Jim Tafel Andrew Davis                      | Porsche 996 GT3 Cup          | H      | 659    |
| 13   | GT     | 73  | Baldwin-Tafel Racing                                        | Robin Liddell Jack Baldwin Craig Stanton Jim Tafel Andrew Davis                      | Porsche 3.6 L Flat-6         | H      | 659    |
| 14   | GT     | 65  | The Racer's Group                                           | Andy Lally Marc Bunting Hugh Plumb Carlos de Quesada Kevin Buckler                   | Porsche 996 GT3 Cup          | H      | 656    |
| 14   | GT     | 65  | The Racer's Group                                           | Andy Lally Marc Bunting Hugh Plumb Carlos de Quesada Kevin Buckler                   | Porsche 3.6 L Flat-6         | H      | 656    |
| 15   | GT     | 14  | Autometrics Motorsports                                     | Leh Keen Cory Friedman Al Bacon Steve Johnson                                        | Porsche 996 GT3 Cup          | H      | 654    |
| 15   | GT     | 14  | Autometrics Motorsports                                     | Leh Keen Cory Friedman Al Bacon Steve Johnson                                        | Porsche 3.6 L Flat-6         | H      | 654    |
| 16   | DP     | 66  | Krohn Racing/The Racer's Group                              | Max Papis Jörg Bergmeister Oliver Gavin                                              | Riley Mk. XI                 | H      | 653    |
| 16   | DP     | 66  | Krohn Racing/The Racer's Group                              | Max Papis Jörg Bergmeister Oliver Gavin                                              | Pontiac 5.0 L V8             | H      | 653    |
| 17   | GT     | 16  | The Racer's Group                                           | Ross Bentley Colin Braun Adrian Carrio Brad Coleman Kevin Buckler                    | Porsche 996 GT3 Cup          | H      | 650    |
| 17   | GT     | 16  | The Racer's Group                                           | Ross Bentley Colin Braun Adrian Carrio Brad Coleman Kevin Buckler                    | Porsche 3.6 L Flat-6         | H      | 650    |
| DNF  | DP     | 67  | Krohn Racing/The Racer's Group                              | Niclas Jönsson Tracy Krohn Buddy Rice Boris Said Jimmy Morales                       | Riley Mk. XI                 | H      | 642    |
| DNF  | DP     | 67  | Krohn Racing/The Racer's Group                              | Niclas Jönsson Tracy Krohn Buddy Rice Boris Said Jimmy Morales                       | Pontiac 5.0 L V8             | H      | 642    |
| 19   | DP     | 74  | Robinson Racing                                             | Wally Dallenbach jr. Paul Dallenbach George Robinson Johnny Unser                    | Riley Mk. XI                 | H      | 641    |
| 19   | DP     | 74  | Robinson Racing                                             | Wally Dallenbach jr. Paul Dallenbach George Robinson Johnny Unser                    | Lexus 4.3 L V8               | H      | 641    |
| 20   | GT     | 63  | The Racer's Group                                           | Dave Master Patrick Flanigan Marc Sluszny Derek Clark                                | Porsche 996 GT3 Cup          | H      | 639    |
| 20   | GT     | 63  | The Racer's Group                                           | Dave Master Patrick Flanigan Marc Sluszny Derek Clark                                | Porsche 3.6 L Flat-6         | H      | 639    |
| 21   | GT     | 43  | Team Sahlen                                                 | Ronald Zitza Bradley Blum Eric Lux Wes Allen Victor Gonzalez jr.                     | Porsche 996 GT3 Cup          | H      | 637    |
| 21   | GT     | 43  | Team Sahlen                                                 | Ronald Zitza Bradley Blum Eric Lux Wes Allen Victor Gonzalez jr.                     | Porsche 3.6 L Flat-6         | H      | 637    |
| 22   | DP     | 5   | Essex Racing                                                | Chris Dyson Harrison Brix Rob Dyson James Gue                                        | Crawford DP03                | H      | 630    |
| 22   | DP     | 5   | Essex Racing                                                | Chris Dyson Harrison Brix Rob Dyson James Gue                                        | Ford 5.0 L V8                | H      | 630    |
| 23   | DP     | 3   | Cegwa Sport/Southard Motorsports                            | Darius Grala Mark Patterson Quentin Wahl Bohdan Kroczek Shane Lewis                  | Fabcar FDSC/03               | H      | 630    |
| 23   | DP     | 3   | Cegwa Sport/Southard Motorsports                            | Darius Grala Mark Patterson Quentin Wahl Bohdan Kroczek Shane Lewis                  | Lexus 4.3 L V8               | H      | 630    |
| 24   | GT     | 52  | Mastercar                                                   | Luca Drudi Gabrio Rosa Luis Monzón María de Villota                                  | Ferrari 360 Modena Challenge | H      | 627    |
| 24   | GT     | 52  | Mastercar                                                   | Luca Drudi Gabrio Rosa Luis Monzón María de Villota                                  | Ferrari 3.6 L V8             | H      | 627    |
| 25   | GT     | 11  | JMB Racing                                                  | Matt Plumb David Gooding Peter Boss Jim Michaelian                                   | Ferrari 360 Modena Challenge | H      | 623    |
| 25   | GT     | 11  | JMB Racing                                                  | Matt Plumb David Gooding Peter Boss Jim Michaelian                                   | Ferrari 3.6 L V8             | H      | 623    |
| 26   | GT     | 04  | Sigalsport                                                  | Gene Sigal Miroslav Konôpka Troy Hanson Nikolas Konstant Jay Wilton                  | Porsche 996 GT3 Cup          | H      | 599    |
| 26   | GT     | 04  | Sigalsport                                                  | Gene Sigal Miroslav Konôpka Troy Hanson Nikolas Konstant Jay Wilton                  | Porsche 3.6 L Flat-6         | H      | 599    |
| DNF  | DP     | 49  | Multimatic Motorsports                                      | Scott Maxwell Kurt Busch Matt Kenseth Greg Biffle                                    | Multimatic MDP1              | H      | 588    |
| DNF  | DP     | 49  | Multimatic Motorsports                                      | Scott Maxwell Kurt Busch Matt Kenseth Greg Biffle                                    | Ford 5.0 L V8                | H      | 588    |
| 28   | GT     | 75  | Flying Lizard Motorsports                                   | Lonnie Pechnik Seth Neiman Johannes van Overbeek Patrick Long Jon Fogarty            | Porsche 996 GT3 Cup          | H      | 582    |
| 28   | GT     | 75  | Flying Lizard Motorsports                                   | Lonnie Pechnik Seth Neiman Johannes van Overbeek Patrick Long Jon Fogarty            | Porsche 3.6 L Flat-6         | H      | 582    |
| 29   | GT     | 80  | Team Seattle/Synergy Racing                                 | Don Kitch jr. Don Gagne Don Pickering Chris Pallis                                   | Porsche 996 GT3 Cup          | H      | 582    |
| 29   | GT     | 80  | Team Seattle/Synergy Racing                                 | Don Kitch jr. Don Gagne Don Pickering Chris Pallis                                   | Porsche 3.6 L Flat-6         | H      | 582    |
| 30   | GT     | 78  | Farnbacher Racing USA                                       | Paul Bonham Bruce Phillips Paul Orwicz Ray Williams Paul Fairchild                   | Porsche 996 GT3 Cup          | H      | 581    |
| 30   | GT     | 78  | Farnbacher Racing USA                                       | Paul Bonham Bruce Phillips Paul Orwicz Ray Williams Paul Fairchild                   | Porsche 3.6 L Flat-6         | H      | 581    |
| 31   | GT     | 53  | Mastercar                                                   | Roberto Ragazzi Jesús Diez de Villarroel Giuseppe Chiminelli Constantino Bertuzzi    | Ferrari 360 Modena Challenge | H      | 553    |
| 31   | GT     | 53  | Mastercar                                                   | Roberto Ragazzi Jesús Diez de Villarroel Giuseppe Chiminelli Constantino Bertuzzi    | Ferrari 3.6 L V8             | H      | 553    |
| 32   | GT     | 41  | Team Sahlen                                                 | Wayne Nonnamaker Joe Nonnamaker Will Nonnamaker James Jakes                          | Porsche 996 GT3 Cup          | H      | 544    |
| 32   | GT     | 41  | Team Sahlen                                                 | Wayne Nonnamaker Joe Nonnamaker Will Nonnamaker James Jakes                          | Porsche 3.6 L Flat-6         | H      | 544    |
| DNF  | DP     | 2   | Howard-Boss Motorsports                                     | Dario Franchitti Milka Duno Marino Franchitti Dan Wheldon                            | Crawford DP03                | H      | 528    |
| DNF  | DP     | 2   | Howard-Boss Motorsports                                     | Dario Franchitti Milka Duno Marino Franchitti Dan Wheldon                            | Pontiac 5.0 L V8             | H      | 528    |
| DNF  | DP     | 8   | Synergy Racing                                              | Brian Frisselle Thomas Erdos Burt Frisselle Mike Newton                              | Doran JE4                    | H      | 523    |
| DNF  | DP     | 8   | Synergy Racing                                              | Brian Frisselle Thomas Erdos Burt Frisselle Mike Newton                              | BMW 4.3 L V8                 | H      | 523    |
| 35   | GT     | 55  | ASC Motorsports                                             | Zach Arnold Kurt Thiel John Stevenson Ken MacAlpine Scott Turner                     | Chevrolet Corvette           | H      | 507    |
| 35   | GT     | 55  | ASC Motorsports                                             | Zach Arnold Kurt Thiel John Stevenson Ken MacAlpine Scott Turner                     | Chevrolet 5.7 L V8           | H      | 507    |
| DNF  | GT     | 36  | TPC Racing                                                  | Randy Pobst Spencer Pumpelly Jean-François Dumoulin Michael Levitas John Littlechild | Porsche 996 GT3 Cup          | H      | 495    |
| DNF  | GT     | 36  | TPC Racing                                                  | Randy Pobst Spencer Pumpelly Jean-François Dumoulin Michael Levitas John Littlechild | Porsche 3.6 L Flat-6         | H      | 495    |
| 37   | DP     | 9   | Hyper Sport                                                 | B. J. Zacharias David Donner Joe Foster Rick Skelton Blake Rosser                    | Doran JE4                    | H      | 493    |
| 37   | DP     | 9   | Hyper Sport                                                 | B. J. Zacharias David Donner Joe Foster Rick Skelton Blake Rosser                    | Infiniti 4.3 L V8            | H      | 493    |
| DNF  | GT     | 06  | Bernheim Porsche Racing                                     | Dwain Derment Jack Lewis Anders Hainer Kevin Roush Steven Bernheim                   | Porsche 996 GT3 Cup          | H      | 488    |
| DNF  | GT     | 06  | Bernheim Porsche Racing                                     | Dwain Derment Jack Lewis Anders Hainer Kevin Roush Steven Bernheim                   | Porsche 3.6 L Flat-6         | H      | 488    |
| 39   | GT     | 81  | Team Seattle/Synergy Racing                                 | Dave Gaylord Mae Van Wijk David Murry Rod Emory                                      | Porsche 996 GT3 Cup          | H      | 477    |
| 39   | GT     | 81  | Team Seattle/Synergy Racing                                 | Dave Gaylord Mae Van Wijk David Murry Rod Emory                                      | Porsche 3.6 L Flat-6         | H      | 477    |
| 40   | GT     | 23  | Horizon Motorsports LLC                                     | Charles Espenlaub Kris Szekeres Todd Hanson Al Villamil Frank Del Vecchio            | Pontiac GTO                  | H      | 476    |
| 40   | GT     | 23  | Horizon Motorsports LLC                                     | Charles Espenlaub Kris Szekeres Todd Hanson Al Villamil Frank Del Vecchio            | Pontiac 5.7 L V8             | H      | 476    |
| 41   | GT     | 62  | The Racer's Group                                           | Takashi Inoue Akria Fujita Hiroshi Wada Akira Hirakawa Kiichi Takahashi              | Porsche 996 GT3 Cup          | H      | 468    |
| 41   | GT     | 62  | The Racer's Group                                           | Takashi Inoue Akria Fujita Hiroshi Wada Akira Hirakawa Kiichi Takahashi              | Porsche 3.6 L Flat-6         | H      | 468    |
| 42   | DP     | 19  | Ten Motorsports                                             | Memo Gidley Michael McDowell Michael Valiante Jonathan Bomarito                      | Riley Mk. XI                 | H      | 465    |
| 42   | DP     | 19  | Ten Motorsports                                             | Memo Gidley Michael McDowell Michael Valiante Jonathan Bomarito                      | BMW 5.0 L V8                 | H      | 465    |
| DNF  | DP     | 29  | Brumos Racing                                               | Josh Vargo Jake Vargo Tim Vargo Brady Refenning                                      | Fabcar FDSC/03               | H      | 463    |
| DNF  | DP     | 29  | Brumos Racing                                               | Josh Vargo Jake Vargo Tim Vargo Brady Refenning                                      | Porsche 3.6 L Flat-6         | H      | 463    |
| DNF  | DP     | 59  | Brumos Racing                                               | J. C. France Hurley Haywood Timo Bernhard Mike Rockenfeller Romain Dumas             | Fabcar FDSC/03               | H      | 432    |
| DNF  | DP     | 59  | Brumos Racing                                               | J. C. France Hurley Haywood Timo Bernhard Mike Rockenfeller Romain Dumas             | Porsche 3.6 L Flat-6         | H      | 432    |
| DNF  | GT     | 51  | Red Bull Ebimotors                                          | Karl Wendlinger Dieter Quester Johnny Mowlem Vincent Vosse                           | Porsche 996 GT3 Cup          | H      | 409    |
| DNF  | GT     | 51  | Red Bull Ebimotors                                          | Karl Wendlinger Dieter Quester Johnny Mowlem Vincent Vosse                           | Porsche 3.6 L Flat-6         | H      | 409    |
| DNF  | DP     | 6   | Michael Shank Racing                                        | Mike Borkowski Paul Mears jr. Larry Connor Duncan Dayton                             | Riley Mk. XI                 | H      | 399    |
| DNF  | DP     | 6   | Michael Shank Racing                                        | Mike Borkowski Paul Mears jr. Larry Connor Duncan Dayton                             | Pontiac 5.0 L V8             | H      | 399    |
| 47   | GT     | 85  | Condor Motorsports                                          | Grant Phipps Mike Hardage Eddie Nahir Don Mayer Armando Trentini                     | Porsche 996 GT3 Cup          | H      | 355    |
| 47   | GT     | 85  | Condor Motorsports                                          | Grant Phipps Mike Hardage Eddie Nahir Don Mayer Armando Trentini                     | Porsche 3.6 L Flat-6         | H      | 355    |
| 48   | GT     | 08  | Goldin Brothers Racing                                      | Keith Goldin Scott Finlay Steve Goldin Martin Shuster                                | Mazda RX-8                   | H      | 336    |
| 48   | GT     | 08  | Goldin Brothers Racing                                      | Keith Goldin Scott Finlay Steve Goldin Martin Shuster                                | Mazda 1.3 L 3-Rotar RENESIS  | H      | 336    |
| DNF  | DP     | 54  | Kodak-Bell Motorsports                                      | Christian Fittipaldi Paul Tracy Terry Borcheller Ralf Kelleners Forest Barber        | Doran JE4                    | H      | 328    |
| DNF  | DP     | 54  | Kodak-Bell Motorsports                                      | Christian Fittipaldi Paul Tracy Terry Borcheller Ralf Kelleners Forest Barber        | Pontiac 5.0 L V8             | H      | 328    |
| DNF  | DP     | 18  | Chase Competition Engineering/CB Motorsports                | John Miller Chris Bingham Steven Ivankovich Tony Burgess Vic Rice                    | Chase CCE-001                | H      | 297    |
| DNF  | DP     | 18  | Chase Competition Engineering/CB Motorsports                | John Miller Chris Bingham Steven Ivankovich Tony Burgess Vic Rice                    | Pontiac 5.0 L V8             | H      | 297    |
| DNF  | DP     | 79  | Newman/Haas Racing/Silverstone Racing                       | Cristiano da Matta Sébastien Bourdais Paul Newman Mike Brockman                      | Crawford DP03                | H      | 290    |
| DNF  | DP     | 79  | Newman/Haas Racing/Silverstone Racing                       | Cristiano da Matta Sébastien Bourdais Paul Newman Mike Brockman                      | Ford 5.0 L V8                | H      | 290    |
| DNF  | GT     | 64  | The Racer's Group                                           | Pedro Courceiro Cyrille Sauvage Miguel Amaral Joe Policastro Joe Policastro jr.      | Porsche 996 GT3 Cup          | H      | 276    |
| DNF  | GT     | 64  | The Racer's Group                                           | Pedro Courceiro Cyrille Sauvage Miguel Amaral Joe Policastro Joe Policastro jr.      | Porsche 3.6 L Flat-6         | H      | 276    |
| DNF  | GT     | 00  | Aussie Assault                                              | Craig Baird Paul Morris Marcos Ambrose John Teulan                                   | Porsche 996 GT3 Cup          | H      | 271    |
| DNF  | GT     | 00  | Aussie Assault                                              | Craig Baird Paul Morris Marcos Ambrose John Teulan                                   | Porsche 3.6 L Flat-6         | H      | 271    |
| DNF  | DP     | 39  | Orbit Racing                                                | Marc Goossens Guy Smith Scott Sharp Jim Matthews                                     | Riley Mk. XI                 | H      | 239    |
| DNF  | DP     | 39  | Orbit Racing                                                | Marc Goossens Guy Smith Scott Sharp Jim Matthews                                     | Pontiac 5.0 L V8             | H      | 239    |
| DNF  | DP     | 50  | Blackforest Motorsports                                     | Jeff Bucknum Tom Nastasi Henry Zogaib Doug Peterson Travis Duder                     | Multimatic MDP1              | H      | 223    |
| DNF  | DP     | 50  | Blackforest Motorsports                                     | Jeff Bucknum Tom Nastasi Henry Zogaib Doug Peterson Travis Duder                     | Ford 5.0 L V8                | H      | 223    |
| DNF  | GT     | 48  | Xtreme Racing Group                                         | Toni Seiler Hans Hauser Anthony Puelo Robert Dubler                                  | Chevrolet Corvette           | H      | 218    |
| DNF  | GT     | 48  | Xtreme Racing Group                                         | Toni Seiler Hans Hauser Anthony Puelo Robert Dubler                                  | Chevrolet 5.7 L V8           | H      | 218    |
| DNF  | GT     | 21  | Prototype Technology Group, Inc.                            | Bill Auberlen Joey Hand Ian James Chris Gleason                                      | BMW M3 E46                   | H      | 199    |
| DNF  | GT     | 21  | Prototype Technology Group, Inc.                            | Bill Auberlen Joey Hand Ian James Chris Gleason                                      | BMW 3.2 L I6                 | H      | 199    |
| DNF  | DP     | 09  | Spirit of Daytona Racing                                    | Doug Goad Stéphane Grégoire Roberto Moreno Bob Ward                                  | Crawford DP03                | H      | 194    |
| DNF  | DP     | 09  | Spirit of Daytona Racing                                    | Doug Goad Stéphane Grégoire Roberto Moreno Bob Ward                                  | Pontiac 5.0 L V8             | H      | 194    |
| DNF  | GT     | 22  | Prototype Technology Group, Inc.                            | Justin Marks Tommy Milner Kelly Collins R. J. Valentine                              | BMW M3 E46                   | H      | 168    |
| DNF  | GT     | 22  | Prototype Technology Group, Inc.                            | Justin Marks Tommy Milner Kelly Collins R. J. Valentine                              | BMW 3.2 L I6                 | H      | 168    |
| DNF  | DP     | 86  | Synergy Racing                                              | Peyton Sellers Arthur Urciuoli Jason Workman Steve Marshall                          | Picchio DP2                  | H      | 134    |
| DNF  | DP     | 86  | Synergy Racing                                              | Peyton Sellers Arthur Urciuoli Jason Workman Steve Marshall                          | BMW 5.0 L V8                 | H      | 134    |
| DNF  | GT     | 93  | TPC Racing                                                  | Guy Cosmo Dave Stewart Rob Stewart Gary Stewart Bob Gilbert                          | Porsche 996 GT3 Cup          | H      | 85     |
| DNF  | GT     | 93  | TPC Racing                                                  | Guy Cosmo Dave Stewart Rob Stewart Gary Stewart Bob Gilbert                          | Porsche 3.6 L Flat-6         | H      | 85     |
| DNF  | GT     | 46  | Michael Baughman Racing                                     | Michael Baughman Mike Yeakle                                                         | Chevrolet Corvette           | H      | 20     |
| DNF  | GT     | 46  | Michael Baughman Racing                                     | Michael Baughman Mike Yeakle                                                         | Chevrolet 5.7 L V8           | H      | 20     |

1962 · 1963 · 1964 · 1965 · 1966 · 1967 · 1968 · 1969 · 1970 · 1971 · 1972 · 1973 · 1974 · 1975 · 1976 · 1977 · 1978 · 1979 · 1980 · 1981 · 1982 · 1983 · 1984 · 1985 · 1986 · 1987 · 1988 · 1989 · 1990 · 1991 · 1992 · 1993 · 1994 · 1995 · 1996 · 1997 · 1998 · 1999 · 2000 · 2001 · 2002 · 2003 · 2004 · 2005 · 2006 · 2007 · 2008 · 2009 · 2010 · 2011 · 2012 · 2013 · 2014 · 2015 · 2016 · 2017 · 2018 · 2019 · 2020 · 2021 · 2022 · 2023 · 2024 · 2025